# Vijaya tenuipes
Vijaya tenuipes is een vlokreeftensoort uit de familie van de Amaryllididae. De wetenschappelijke naam van de soort is voor het eerst geldig gepubliceerd in 1904 door Walker.